# 陈旭年
拿督 陳旭年 SPMJ （1827年—1902年5月21日），字從熙，號毓宜，廣東省潮州府海陽縣上莆都金砂寨（今廣東省潮州市潮安縣彩塘鎮金砂村）人，潮州人，馬來亞英殖民時期柔佛州華僑僑長、柔佛議會議員，馬來亞富商。

## 簡介
陳旭年，又名陳毓宜，原籍潮州彩塘區金沙鄉。在中國其祖籍地，他的名字為“陳毓宜”，新馬華社則習慣寫成“陳旭年”。 1864年，當時的柔佛蘇丹阿布·巴卡把境內10個港交給陳旭年管理（ 港主制度 ）。 1866年，陳旭年39歲時，他成為馬來半島上最大的港主。 1870年陳旭年受蘇丹阿布·巴卡封為“華僑僑長”。後來，他把事業中心，由柔佛轉至新加坡，在水仙門吊橋頭及皇家山腳，設立慶豐，宜豐，宜榮，謙豐四號，經營胡椒和甘蜜等生意，並在該地興建一間中式的巨宅，名為“資政第”。 1902年逝世。

## 早期人生
1844年，他被人口販賣到馬來亞彭亨州開礦。之後他在新加坡沿街叫賣布匹，每天行販於新加坡直落布蘭雅，廣結人緣，並住在那裡的柔佛天猛公家屬是他主顧，因而與阿布巴卡建立了友誼。后來他又與阿布巴卡的表妹結婚，被潮人稱為“番駙馬”。
柔佛新山在1855年開埠後，陳旭年在紗玉河西岸開闢市場，後來這條街之後被命名為陳旭年街。
阿布·巴卡繼承柔佛天猛公，大力推行港主制度，廣發港契之時，陳旭年受惠不淺。1864年，柔佛蘇丹阿布·巴卡把境內10個港交給陳旭年管理（ 港主制度）。
陳旭年可以說是阿武峇卡即位天猛公初期（1860年代）最為親密的商業伙伴。失利於柔彭戰爭造成國庫空虛，甫繼承天猛公之位的阿武峇卡這時候最需要的是“金錢”，因而吸引“外資”是他所關切之經濟要務。阿武峇卡在1860年代大為簽發港契，但這種港契實際上是發給“河流主人”（Tuan Sungai）。“河流主人”未必是住在港腳的港主，可能只是住在新加坡或新山市區裡的商業投資人，這些商業投資者可以同時擁有一張以上的港契，而最大的受惠者，就是陳旭年。
1860年代，陳旭年已是一位業務繁盛的甘蜜胡椒商人，在柔佛擁有多條港契，是整個柔佛河左岸的“河流主人”，並受委為新山稅收承包人。他也和章芳林、陳成寶掌控新柔兩地鴉片和酒類的專賣權。無疑的，以陳旭年的財勢，他在當時誠是新加坡和柔佛兩地一位顯赫的潮州人頭家。
1866年，陳旭年39歲時，他成為馬來半島上最大的港主。
1867年，陳旭年、陳成寶和章芳琳組織了甘蜜胡椒公局（Kongkek）的同業聯盟。陳旭年等3人以及陳成寶的姐夫佘有進，透過椒蜜公局控制新柔的甘蜜胡椒貿易。事實上，這個組織更是掌握了新柔，甚至是馬六甲、廖內的鴉片和酒包稅權，並擁有柔佛最大的稅收承包專利權。但因椒蜜公局的勢力過於強大，對柔佛經濟財務來說，也是令人不安的。
1870年（清同治九年），陳旭年於中國潮安彩塘金砂鄉修建“從熙公祠”，該祠於1883年落成，耗資二十六萬餘銀元，面積1300多平方米，現為廣東省重點文物保護單位。
1875年前後，陳旭年將其業務急速撤離柔佛轉至新加坡，並在1880年代賣出所有的特許權。柔佛政府原本屬意陳成寶接替陳旭年擔任華人首長，卻被陳成寶謝絕，以至柔佛華人首長之位一直懸空。陳旭年後來在水仙門吊橋頭及皇家山腳，設立慶豐，宜豐，宜榮，謙豐四號，經營胡椒甘蜜等生意，並在該地興建一間中式的巨宅，名為“資政第”。

## 公共服務
1870年蘇丹阿布巴卡委任陳旭年為柔佛華僑僑長，總管柔佛華人事務。
陳旭年受委成為柔佛議會議員，是柔佛議會議員兩位華僑議員的其中一位。
他亦獲得蘇丹阿布巴卡冊封擁有拿督頭銜的S.P.M.J.，為第一位獲得此頭銜的華僑。

## 逝世
陳旭年於1902年5月22日（農曆四月十四日）逝世，享年七十五歲。

## 紀念
- 馬來西亞柔佛州新山：陳旭年街（Jalan Tan Hiok Nee)
- 陈旭年宅第现被列为新加坡国家古迹